# Austroargiolestes aureus
Austroargiolestes aureus är en trollsländeart som först beskrevs av Tillyard 1906.  Austroargiolestes aureus ingår i släktet Austroargiolestes och familjen Megapodagrionidae. Inga underarter finns listade i Catalogue of Life.

## Bildgalleri

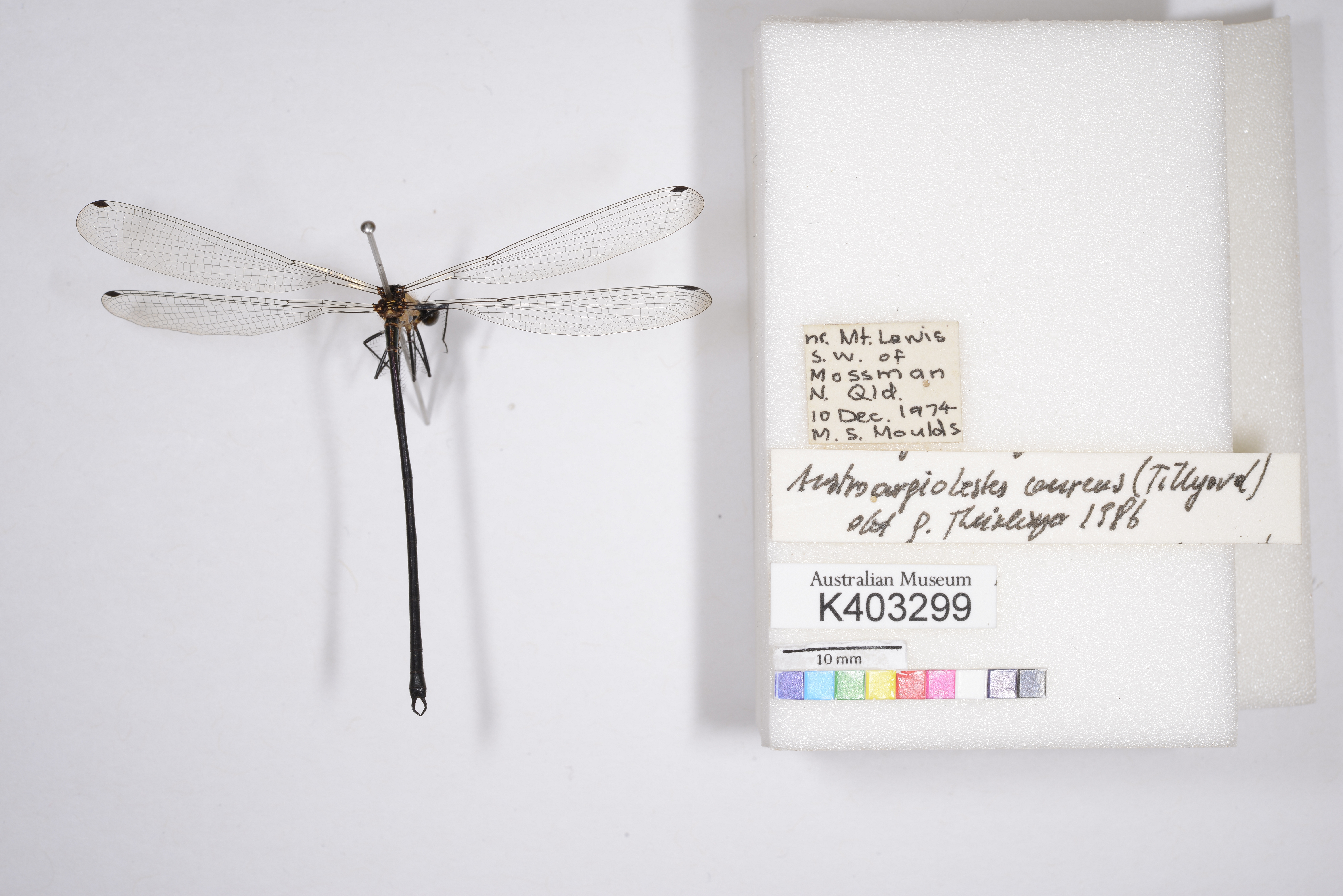